# 青山 Park Tower

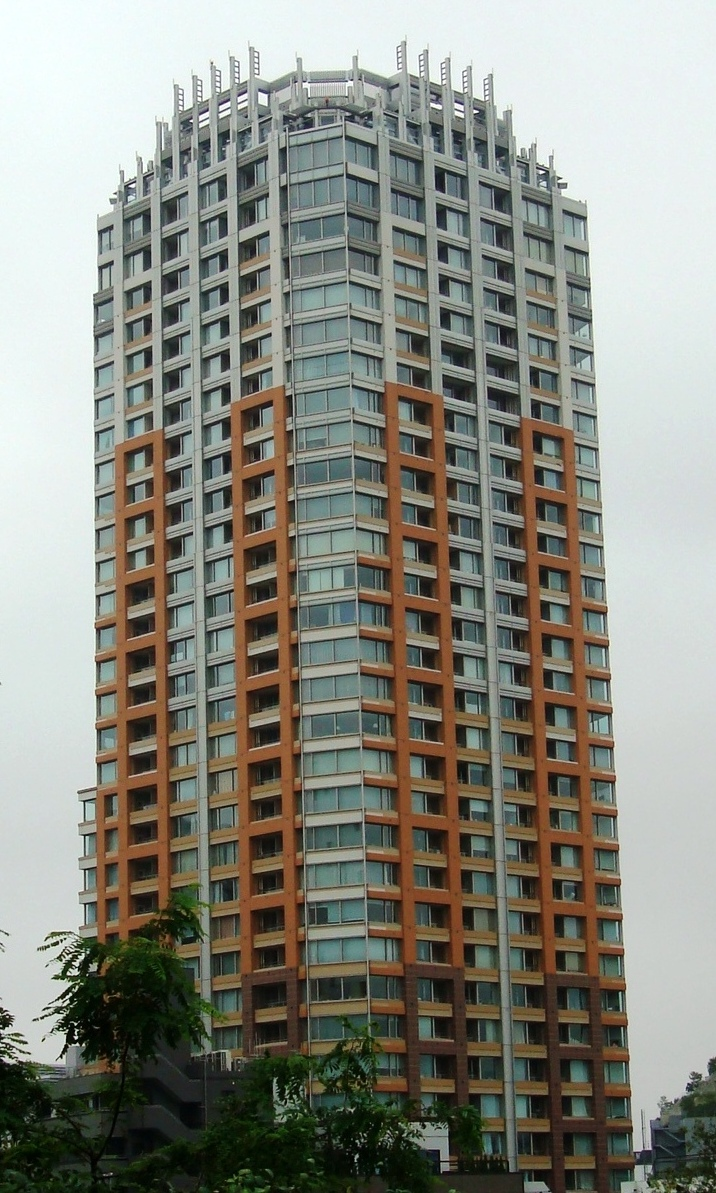

青山 Park Tower（日语：青山パークタワー）是位於日本東京都澀谷區的一座高層公寓，獲得2003年度好設計獎。這座公寓地上有34層，地下有2層，總戶數有314戶，施工由三井建設和東急建設等實施，總工程費超過400億日元。